# شادراک وودز
شادراک وودز (۳۰ ژوئن ۱۹۲۳ – ۳۱ ژوئیه ۱۹۷۳) معمار، برنامه‌ریز شهری و نظریه‌پرداز آمریکایی بود.

## زندگی‌نامه
وودز تحصیلکرده دانشکده مهندسی در دانشگاه نیویورک و ادبیات و فلسفه در کالج ترینیتی، دوبلین، است و در سال ۱۹۴۸ به دفتر " لو کوربوزیه" در پاریس پیوست. وودز به پروژه اونیته دبیتاسیون (به فرانسوی: Unité d' Habitation) اختصاص داده شد و سپس در مارسی فرانسه هنگامی که پروژه در حال اجرا بود، با معمار یونانی متولد آذربایجان، جورج کاندیلیس، ملاقات کرد که بعداً با او همکاری پایداری برقرار کرد.
وودز به همراه کاندیلیس و مهندس ولادیمیر بادیانسکی، طراحی و ساخت منازل مسکونی را در سراسر آفریقای شمالی در دوران تصدی خود به عنوان رئیس دفتر کازابلانکا از ATBAT-Afrique (Atelier des Bâtisseurs) انجام داده‌است. ایده‌های توسعه یافته این گروه در طول این کار باعث شد که در پیشنهاد مناقصه برای Opération Million، که یک رقابت ساخت مسکن عمومی، در سال ۱۹۵۴ در فرانسه بود، برنده شدند. وودز و کاندیلیس، با معمار یوگسلاوی الکسیس جوزچ پیوستند و در سال ۱۹۵۶ شرکت Candilis-Josic-Woods را تأسیس کردند تا به سفارش وزارت بهزیستی، هزاران واحد مسکونی در حومه شهر را طراحی کنند.
از جمله مهمترین پروژه‌های ساختمانی این شرکت، گسترش روستای Bagnols-sur-Cèze و توسعه محله Le Mirail در تولوز در فرانسه و به همراه مانفرد شیلدلم، دانشگاه آزاد در برلین بود. به‌طور همزمان، کاندیلیس و وودز دراقدامات تیم Team X، شرکت کردند که این تیم گروهی از معماران بودند که در سالهای پس از جنگ از جلسات CIAM منشعب شدند. وودز شاید به خوبی به عنوان متفکر و نویسنده شناخته شود. وی مقالات متعددی را در مورد مضامین شهری، از جمله توضیحات مفاهیم خود در مورد «تنه» و «بافت» ، منتشر کرد و به دعوت معمار ایتالیایی، Giancarlo de Carlo، که عضو تیم X نیز بود، در ترایانیل میلان در سال ۱۹۶۸ شرکت کرد. به‌طور همزمان، کاندیلیس و وودز دراقدامات تیم Team X، شرکت کردند که این تیم گروهی از معماران بودند که در سالهای پس از جنگ از جلسات CIAM منشعب شدند. وودز شاید به خوبی به عنوان متفکر و نویسنده شناخته شود. وی مقالات متعددی را در مورد مضامین شهری، از جمله توضیحات مفاهیم خود در مورد «تنه» و «بافت» ، منتشر کرد و به دعوت معمار ایتالیایی، Giancarlo de Carlo، که عضو تیم X نیز بود، در ترایانیل میلان در سال ۱۹۶۸ شرکت کرد.
پس از فروپاشی این شرکت در سال ۱۹۶۹، وودز به شهر نیویورک بازگشت. او در دانشگاه‌های هاروارد و ییل تدریس می‌کرد و به‌طور گسترده سخنرانی می‌کرد. تا زمان مرگ نا به هنگام خود در سال ۱۹۷۳، وی به عنوان معمار و برنامه‌ریز شهری در پروژه‌هایی مانند  بزرگراه منهتن پایین و نوسازی محله SoHo به کار خود ادامه داد. کتاب او به نام " مرد در خیابان: یک جدال در مورد شهرسازی "، در سال ۱۹۷۵ پس از مرگ وی، توسط پنگوئن منتشر شد. نقشه‌ها و مقالات معماری وودز هم‌اکنون توسط بخش نقشه‌ها و بایگانی  کتابخانه معماری و هنرهای زیبا ی آوری (به انگلیسی: Avery Architectural and Fine Arts Library)در دانشگاه کلمبیا نگهداری می‌شوند.

## کتابشناسی - فهرست کتب
- یورگن جودیکی، کاندیلیس، یوزیک، وودز ، دانشگاه‌های علوم دبیرستان و ایتارابیسم، و غیره. ایرولز، ۱۹۶۸، ۲۲۴ ص.
- Tom Avermaete، یکی دیگر از مدرن: معماری پس از جنگ و شهرسازی Candilis-Josic-Woods، روتردام، نای، ۲۰۰۵.
- کارل کیام، Die Freie Universität برلین (73 - 1977). Hochschulbau , Team-X-ideale und tektonische Phantasie / دانشگاه آزاد برلین (۱۹۷۷–۷۳) طراحی پردیس، ایده‌آل‌های تیم X و اختراع تکتونیکی، ویمار، VDG، ۲۰۰۸.